# Tiny Dancer
"Tiny Dancer" là ca khúc do Elton John và Bernie Taupin sáng tác. Ca khúc lần đầu được phát hành trong album Madman Across the Water (1973) của John và trở thành đĩa đơn vào năm 1972. Năm 2021, ca khúc được xếp hạng 47 trong danh sách "500 bài hát vĩ đại nhất" của tạp chí Rolling Stone.
Phải tới năm 2005, "Tiny Dancer" mới đạt chứng chỉ Vàng bởi RIAA sau đó lần lượt là các chứng chỉ Bạch kim (2011) và 3x Bạch kim (2018). Tại Anh, ca khúc này được British Phonographic Industry trao chứng chỉ Vàng vào năm 2018, Bạch kim vào năm 2019 và 2x Bạch kim vào năm 2021 cho dù chưa bao giờ trở thành đĩa đơn tại quốc gia này.

## Xếp hạng
| Bảng xếp hạng (1972)              | Vị trí cao nhất |
| --------------------------------- | --------------- |
| Australia                         | 13              |
| Canadian RPM Top Singles          | 19              |
| Canadian RPM Adult Contemporary   | 20              |
| U.S. Billboard Hot 100            | 41              |
| U.S. Billboard Adult Contemporary | 35              |
| U.S. Cash Box Top 100             | 29              |

| Bảng xếp hạng (2015)              | Vị trí cao nhất |
| --------------------------------- | --------------- |
| UK Official Charts Company        | 70              |
| Bảng xếp hạng (2019)              | Vị trí cao nhất |
| Hoa Kỳ Hot Rock Songs (Billboard) | 6               |

## Chứng chỉ
| Quốc gia                                                    | Chứng nhận  | Số đơn vị/doanh số chứng nhận |
| ----------------------------------------------------------- | ----------- | ----------------------------- |
| Úc (ARIA)                                                   | 7× Bạch kim | 490.000‡                      |
| Đan Mạch (IFPI Đan Mạch)                                    | Vàng        | 45.000‡                       |
| Ý (FIMI)                                                    | Vàng        | 35.000‡                       |
| Anh Quốc (BPI)                                              | 2× Bạch kim | 1.200.000‡                    |
| Hoa Kỳ (RIAA)                                               | 3× Bạch kim | 3.000.000‡                    |
| ‡ Chứng nhận dựa theo doanh số tiêu thụ và phát trực tuyến. |             |                               |

## Thành phần tham gia sản xuất
- Elton John – piano, hát chính
- Caleb Quaye – guitar điện
- B. J. Cole – pedal steel guitar
- Davey Johnstone – guitar acoustic
- David Glover – bass
- Roger Pope – trống
- Paul Buckmaster – chỉ huy và phối khí dàn nhạc
- David Katz – thiết bị dàn nhạc
- Tony Burrows, Nigel Olsson, Roger Cook, Dee Murray, Lesley Duncan, Barry St. John, Terry Steele, Liza Strike, Sue and Sunny – hát bè